# 5894 Telč
5894 Telč è un asteroide della fascia principale. Scoperto nel 1982, presenta un'orbita caratterizzata da un semiasse maggiore pari a 2,1887785 UA e da un'eccentricità di 0,0948829, inclinata di 5,17103° rispetto all'eclittica.